# Viktor Zhysti
Viktor Zhysti, także jako Viktor Zhusti (ur. 8 grudnia 1942 w Atenach) – albański aktor.

## Życiorys
Urodził się w Grecji, był synem Albańczyka i Greczynki. W 1943 przeniósł się wraz z rodziną do Gjirokastry. Po rozwodzie rodziców wychowywał się w rodzinie wuja. W 1956 wyjechał do Tirany, gdzie uczył się w liceum artystycznym Jordan Misja. a następnie podjął studia aktorskie w Instytucie Sztuk w Tiranie. Po ukończeniu studiów w 1963 został dyrektorem domu kultury w Gjirokastrze, skąd w 1971 trafił do Instytutu Sztuk w Tiranie, gdzie prowadził wykłady dla studentów.
Występował w Teatrze Ludowym (alb. Teatri Popullor). W 1966 zadebiutował na dużym ekranie, niewielką rolą w filmie Komisari i Drites. Potem zagrał jeszcze w 10 filmach fabularnych. Za rolę w filmie Gezhoja e vjeter otrzymał nagrodę na IV Festiwalu Filmu Albańskiego w 1980. Został wyróżniony tytułem Zasłużonego Artysty (Artist i Merituar).
Mieszka na Eubei (Grecja).

## Role filmowe
- 1966: Komisari i drites jako Mark Dedina
- 1971: Malet me blerim mbuluar jako Jaho Cani
- 1978: Dollia e dasmes sime jako posłaniec
- 1980: Gezhoja e vjeter jako Pandi Myllo
- 1981: Kur po xhirohej një film jako Kujtim, ojciec Genciego
- 1982: Nëntori i dytë jako Pandeli Cala
- 1984: Taulanti kerkon nje moter jako Piro
- 1986: Dhe vjen nje dite jako Llano Bleta
- 1988: Rikonstruksioni jako pracownik ministerstwa
- 1990: Inxhinieri i minieres jako sekretarz
- 2010: Tingulli i heshtjes (telenowela)
- 2018: Delegacja jako więzień Leo
- 2018: Zgjimi i Enver Simakut
- 2020: Gjergj
- 2023: Ego